# Mosiewicze (obwód brzeski)
Mosiewicze (biał. Масявічы; ros. Мосевичи) – wieś na Białorusi, w obwodzie brzeskim, w rejonie prużańskim, w sielsowiecie Zieleniewicze.
W dwudziestoleciu międzywojennym leżały w Polsce, w województwie białostockim, w powiecie wołkowyskim.